# Tateo Katō
Tateo Katō (jap. 加藤建夫 Katō Tateo; ur. 28 września 1903, zm. 22 maja 1942) – pilot, oficer Cesarskiej Armii Japońskiej, as myśliwski okresu II wojny światowej. Zginął w walce powietrznej nad Zatoką Bengalską.

## Życiorys
Tateo Katō był synem podoficera, poległego na froncie wojny rosyjsko-japońskiej. W 1925 roku ukończył akademię wojskową, zaś dwa lata później kurs pilotażu i został przydzielony do 6 pułku lotniczego bazującego w Pjongjang w Korei. W 1928 roku powrócił do Japonii i rozpoczął służbę jako instruktor pilotażu w szkołach lotniczych. Do linii powrócił w lutym 1936 roku, w składzie 5 pułku lotniczego. Podczas wojny chińsko-japońskiej latał na dwupłatowych myśliwcach Kawasaki Ki-10 a następnie dolnopłatach Nakajima Ki-27, odnosząc dziewięć zwycięstw powietrznych, co uczyniło z niego czołowego asa konfliktu. 25 marca 1938 roku zestrzelił w jednej misji cztery samoloty I-15. Po odwołaniu do Japonii został skierowany na dalsze szkolenie sztabowe, następnie służył w sztabie generalnym, towarzyszył również generałowi Hisaichi Terauchi w jego podróży do Europy i miał możliwość zapoznania się z osiągnięciami niemieckiej Luftwaffe.
W chwili wybuchu wojny na Pacyfiku dowodził 64 Sentai, wyposażonym w samoloty Nakajima Ki-43 i bazującym w rejonie Kantonu. Wraz z jednostką wziął udział w kampanii malajskiej, doprowadzając ją w okresie swojego dowodzenia do osiągnięcia ponad 260 zwycięstw powietrznych. Sam brał czynny udział w akcjach, co nie było regułą dla oficerów na jego stanowisku. Zginął 22 maja 1942 roku nad Zatoką Bengalską, zestrzelony przez strzelca pokładowego jednego z zaatakowanych bombowców Bristol Blenheim, należących do 60 dywizjonu Royal Air Force. Oficjalnie zaliczono mu kolejnych dziewięć indywidualnych zwycięstw powietrznych, tak że ich liczba wyniosła 18. Pośmiertnie został awansowany do stopnia rikugun shōshō (najniższy stopień generalski w armii cesarskiej) i odznaczony Orderem Złotej Kani. W 1944 roku powstał propagandowy film Katō hayabusa sento-tai, opowiadający o wyczynach dowódcy 64 Sentai i jego jednostki.